# プレザントコロニー
プレザントコロニー (Pleasant Colony) はアメリカ合衆国の競走馬、および種牡馬。1981年エクリプス賞最優秀3歳牡馬。ケンタッキーダービー、プリークネスステークスを勝ったアメリカの二冠馬である。三冠最終戦のベルモントステークスはサミング (Summing) の3着と惜敗し、惜しくも三冠を逃すが種牡馬として成功した。
産駒は数が少ないながらも平均的に質が高く、トップホースも多かった。サンジョヴィート (St.Jovite) のような芝を得意とする馬もいれば、プレザントリーパーフェクト (Pleasantly Perfect) のようにダートの大競走を制した馬もいた。ステークスを勝った馬は77頭（12.4%）である。セクレタリアト以降のケンタッキーダービー馬の中で、最もステークス勝ち馬の率が高い種牡馬だった。
ただし後継種牡馬には恵まれず、産駒で唯一種牡馬として成功したプレザントタップも有力な後継を出せず、父系としては発展しなかった。
2002年末に睡眠中に自然死した。

## 主な勝ち鞍
- ケンタッキーダービー (G1)
- プリークネスステークス (G1)
- ウッドメモリアルステークス (G1)
- ウッドワードステークス (G1)
- レムスンステークス (G2)

など

## 代表産駒
- St.Jovite - アイリッシュダービー (G1) 、キングジョージ6世&クイーンエリザベスダイヤモンドステークス (G1)
- Pleasantly Perfect - ブリーダーズカップ・クラシック (G1) 、ドバイワールドカップ (G1) 、パシフィッククラシック (G1)
- Pleasant Tap - ジョッキークラブゴールドカップ (G1) 、サバーバンハンデキャップ (G1)

他多数

## こぼれ話
- みどりのマキバオーの登場馬であるニトロニクスの父「プレゼントクレヨー」は本馬がモデルとなっている。

## 血統表
| プレザントコロニーの血統（リボー系 / Mahmoud 5x5=6.25%） | プレザントコロニーの血統（リボー系 / Mahmoud 5x5=6.25%） | プレザントコロニーの血統（リボー系 / Mahmoud 5x5=6.25%） | （血統表の出典） | （血統表の出典） |
| 父 His Majesty 1968 鹿毛 アメリカ                        | 父の父Ribot 1952 鹿毛 イタリア                           | Tenerani                                                 | Bellini          | Bellini          |
| 父 His Majesty 1968 鹿毛 アメリカ                        | 父の父Ribot 1952 鹿毛 イタリア                           | Tenerani                                                 | Tofanella        |                  |
| 父 His Majesty 1968 鹿毛 アメリカ                        | 父の父Ribot 1952 鹿毛 イタリア                           | Romanella                                                | El Greco         | El Greco         |
| 父 His Majesty 1968 鹿毛 アメリカ                        | 父の父Ribot 1952 鹿毛 イタリア                           | Romanella                                                | Barbara Burrini  |                  |
| 父 His Majesty 1968 鹿毛 アメリカ                        | 父の母Flower Bowl 1952 鹿毛 アメリカ                     | Alibhai                                                  | Hyperion         | Hyperion         |
| 父 His Majesty 1968 鹿毛 アメリカ                        | 父の母Flower Bowl 1952 鹿毛 アメリカ                     | Alibhai                                                  | Teresina         |                  |
| 父 His Majesty 1968 鹿毛 アメリカ                        | 父の母Flower Bowl 1952 鹿毛 アメリカ                     | Flower Bed                                               | Beau Pere        | Beau Pere        |
| 父 His Majesty 1968 鹿毛 アメリカ                        | 父の母Flower Bowl 1952 鹿毛 アメリカ                     | Flower Bed                                               | Boudoir          |                  |
| 母 Sun Colony 1968 鹿毛 アメリカ                         | 母の父Sunrise Flight 1959 黒鹿毛 アメリカ                | Double Jay                                               | Balladier        | Balladier        |
| 母 Sun Colony 1968 鹿毛 アメリカ                         | 母の父Sunrise Flight 1959 黒鹿毛 アメリカ                | Double Jay                                               | Broomshot        |                  |
| 母 Sun Colony 1968 鹿毛 アメリカ                         | 母の父Sunrise Flight 1959 黒鹿毛 アメリカ                | Misty Morn                                               | Princequillo     | Princequillo     |
| 母 Sun Colony 1968 鹿毛 アメリカ                         | 母の父Sunrise Flight 1959 黒鹿毛 アメリカ                | Misty Morn                                               | Grey Flight      |                  |
| 母 Sun Colony 1968 鹿毛 アメリカ                         | 母の母Colonia 1959 鹿毛 ウルグアイ                       | Cockrullah                                               | Nasrullah        | Nasrullah        |
| 母 Sun Colony 1968 鹿毛 アメリカ                         | 母の母Colonia 1959 鹿毛 ウルグアイ                       | Cockrullah                                               | Summerleaze      |                  |
| 母 Sun Colony 1968 鹿毛 アメリカ                         | 母の母Colonia 1959 鹿毛 ウルグアイ                       | Nalga                                                    | Guatan           | Guatan           |
| 母 Sun Colony 1968 鹿毛 アメリカ                         | 母の母Colonia 1959 鹿毛 ウルグアイ                       | Nalga                                                    | Nagoya F-No.5-a  |                  |